# Dialog despre cele două mari sisteme ale lumii
Dialog despre cele două mari sisteme ale lumii (în italiană Dialogo sopra i due massimi sistemi del mondo) a fost o carte scrisă în 1632 de Galileo Galilei în care a comparat sistemul copernican cu cel tradițional ptolemaic. A fost tradusă în latină cu titlul Systema cosmicum în 1635 de Matthias Bernegger. Cartea a fost dedicată patronului lui Galileo, Ferdinando II de' Medici, Mare Duce de Toscana, și a avut mult succes.
În sistemul copernican, Pământul și celelalte planete se rotesc în jurul Soarelui, pe când în cel ptolemaic toate corpurile cerești se rotesc în jurul Pământului. Dialogul a fost publicat în Florența sub permisiunea oficială a Inchiziției. În 1633, Galileo a fost condamnat pentru „gravă suspiciune de erezie” pe baza acestei cărți, care a fost apoi inclusă în Indicele cărților interzise, de unde a fost înlăturată abia în 1835 (după ce teoriile discutate au fost scoase de Biserica Catolică de sub cenzură în 1822.)